# カンタレラ

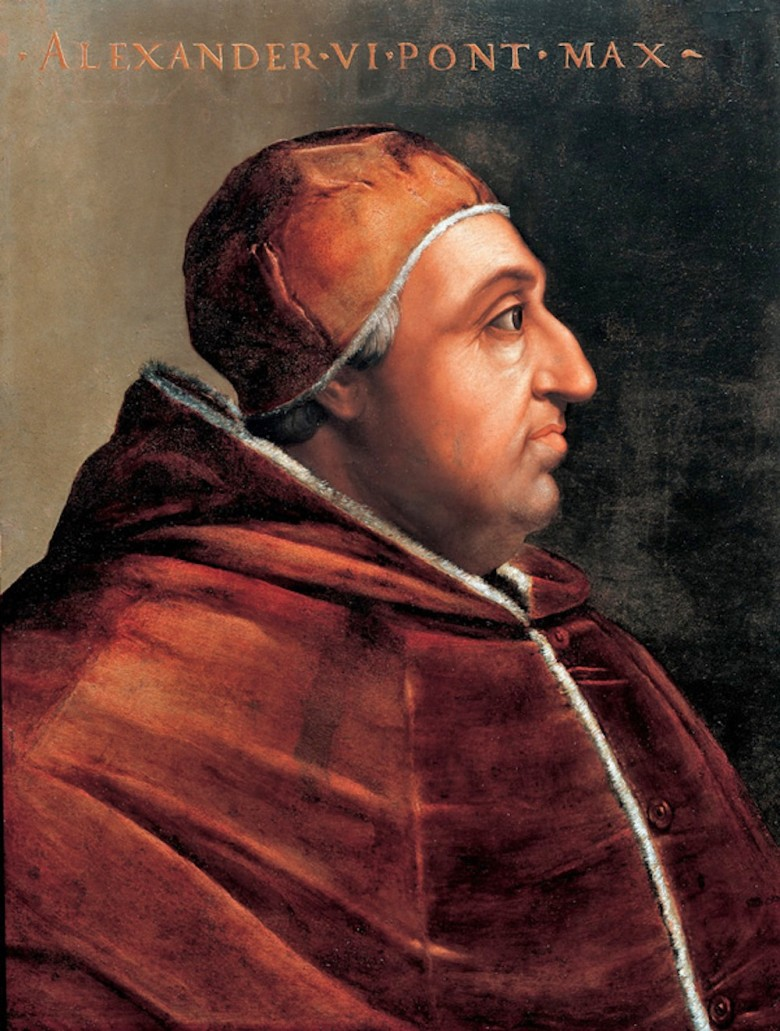
カンタレラで毒死したと伝えられる、教皇アレクサンデル6世

カンタレラ (Cantarella) は、近世イタリアの貴族ボルジア家が暗殺に用いたとされる毒薬である。スイスの歴史家、ヤーコプ・ブルクハルトは著書の中で「あの雪のように白く、快いほど甘美な粉薬」と形容している。

## 語源
カンタレラという名前について、19世紀の毒物学者フランダンは、イタリア語で「歌を歌わせる（＝ゆする）」の意味であり、毒を飲ませて金品を巻き上げることが語源であるとしている。
ツチハンミョウの粉末「カンタリス」から来たとする説もある。

## 組成

### マンダラゲ説

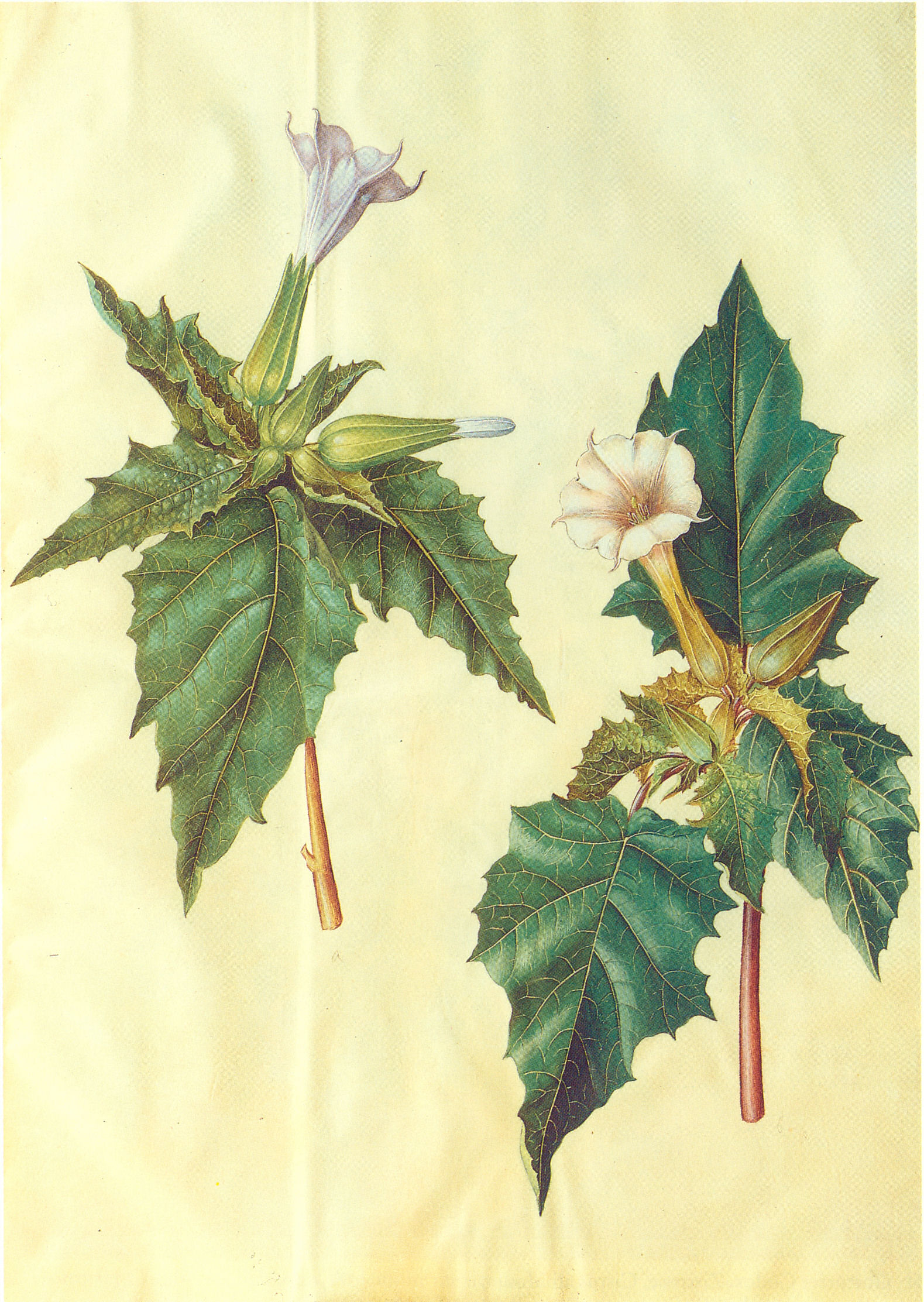
マンダラゲのスケッチ

ヨーロッパでは古くから「ダツラ」の名で知られ毒物として利用されてきたマンダラゲ（チョウセンアサガオ）を、チェーザレ・ボルジアが暗殺に用いたとする説がある。ただし、マンダラゲに含まれるトロパンアルカロイドは危険な量ではあるが、1972年の群馬県沼田市における集団中毒や1977年の岩手県での中毒事件では、マンダラゲの種子や根を丸ごと誤食したにもかかわらず死者は出ておらず、ワインなどに密かに混ぜて相手を毒殺するという用途には毒性が足りないとも考えられる。

### カンタリス説

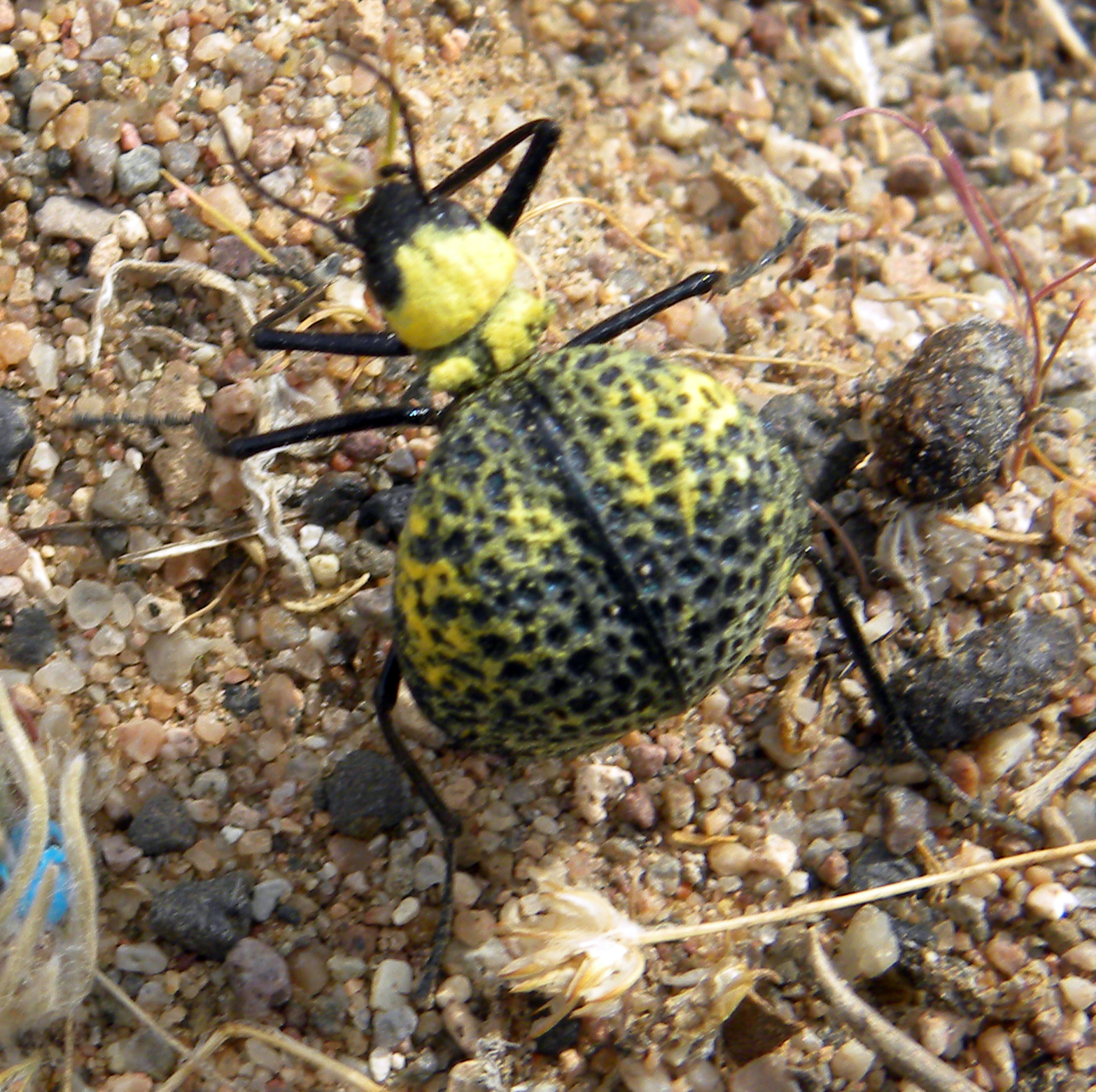
ツチハンミョウ

ツチハンミョウ科の昆虫は威嚇の為にカンタリジンと呼ばれる毒物を含む油状の液体を分泌する。語源の項で述べた通り、カンタレラの語源がカンタリジンであるとする説がある。カンタリジンは、医薬品、医療機器等の品質、有効性及び安全性の確保等に関する法律施行規則でも「生薬、動植物成分及びそれらの製剤」として「毒物及び劇薬の範囲」に含められている。
ただし、カンタリジンは1872年にピエール＝ジャン・ロビケによってが初めて分離抽出されたのであり、ボルジア家の時代にこの毒物を高純度で用いることは難しく、マンダラゲと同様に毒性が不十分だとも考えられる。

### プトマイン説
日本薬科大学薬学科教授の船山信次は、「有名なボルジア家の毒薬であるカンタレラは、プトマインとみなされていた」としている。
プトマイン（ptomaine）は、タンパク質が腐敗すると発生する各種の有機窒素化合物で、腐敗臭の正体である。「屍毒」（独: Leichengift）とも呼ばれ、細菌などによる感染症が明らかになる前の時代には食中毒の原因物質だと考えられていた。
プトマイン中毒はアガサ・クリスティの小説に登場するなど昔から有名だが、凄まじい臭気のため容易に混入を感知できるため、現代では「プトマイン中毒説は消滅し、プトマインやプトマイン中毒は、歴史上にのみ存在する言葉」であるとされている。よって、カンタレラの主成分がプトマインであるとする説には無理があるといえる。

### 砒素化合物説
「逆さ吊りにして撲殺したブタの肝臓をすり潰したものに、亜砒酸を混入して腐敗させたものを、乾燥したものか液体にしたもの」がカンタレラであるとする説もある。亜砒酸の毒性は非常に強く、摂取すると死に至ることもある。更に、亜砒酸を含む砒素化合物はその摂取経路や摂取量によって症状が慢性や急性に変化するため、亜砒酸をカンタレラの主成分であるとすれば「処方により即効毒にも遅効毒にも自由に操れた」とされる当時の記述にも矛盾が無く説明がつく。
また、砒素は13世紀にはアルベルトゥス・マグヌスにより単体での製造法が記されているため、ボルジア家の時代には高純度のものが入手可能であったと考えられる。

## 伝説

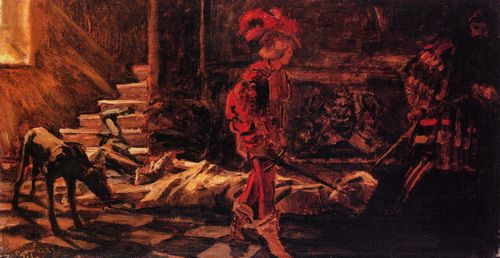
死せるアレクサンデル

1503年夏に教皇アレクサンデル6世が没し、その息子チェーザレが重病で床に臥せった原因も、彼らが誤ってカンタレラを自分たちで服用したためだとする研究者もいる。教皇父子は、病に伏せる数日前に参加していたコルネート枢機卿宅での宴会にて、参加者に対してカンタレラ入りのワインを飲ませるつもりが、ボーイの不注意で彼ら自身も含む参列者全員に供されてしまったとする説である。この説はフランチェスコ・グイチャルディーニや後世の歴史家たちも賛同しているが、マラリアとする説もある。
また、イヴァン・クルーラスは砒素に防腐作用があることを述べたうえで、教皇の死体が忽ち腐敗したという同時代人による記述について指摘し、教皇父子が何らかの形で服毒していたとしても「ボルジア家の有名なあの毒薬ではなかったということになる」としている。